# 奧羅盧克環礁

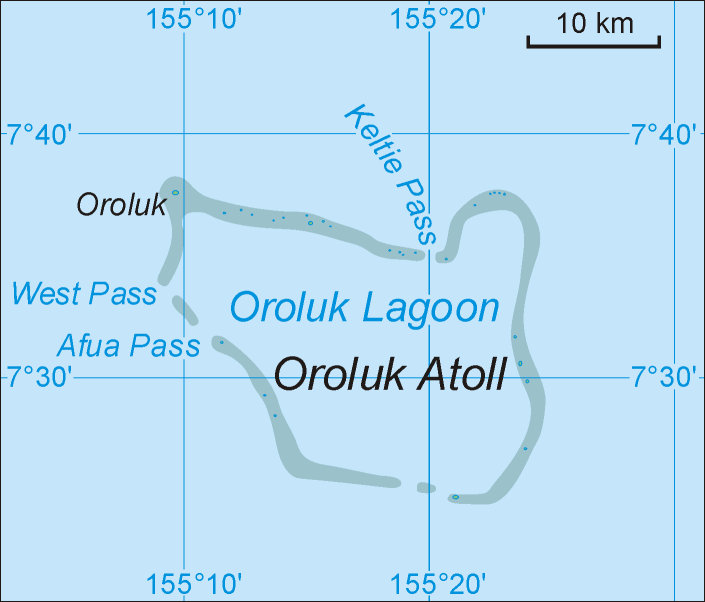

奧羅盧克環礁是西太平洋島國密克羅尼西亞聯邦的環礁，屬於加羅林群島的一部分，長32公里、寬20公里，土地面積0.13平方公里，潟湖面積420平方公里，島上無人居住。

## 外部連結
- Heinrich Schnee, Deutsches Kolonial-Lexikon. Quelle & Meyer, Leipzig 1920, Band II, S. 684 （页面存档备份，存于）
- Havarie der Norna (1861)[永久]

7°26′47″N 155°21′30″E / 7.44639°N 155.35833°E